# Meritra Hatshepsut
Meritra Hatshepsut, reina egipcia de la XVIII Dinastía, de tiempos del largo reinado de Thutmose III.
Su filiación siempre ha sido una incógnita. Debido a que en la mayoría de los monumentos en los que aparece es llamada Meritra Hatshepsut (en otros simplemente es la Gran Esposa Real Meritra), se pensó que era la segunda hija de la reina Hatshepsut y de Thutmose II, pese a que no aparece ninguna vez junto a ella el título de Hija Real. Ian Shaw escribe que el único vástago conocido de Hatshepsut fue Neferura.
|                         |    |   |   |   |        |     |
| \| \| \| \| \| \| \| \| |    |   |   |   |        |     |
|                         |    |   |   |   |        |     |
| ra                      | mr | i | i | t | F4 · t | A51 |

| ra | mr | i | i | t | F4 · t | A51 |

|                         |    |   |   |   |        |     |
| \| \| \| \| \| \| \| \| |    |   |   |   |        |     |
|                         |    |   |   |   |        |     |
| ra                      | mr | i | i | t | F4 · t | A51 |

| ra | mr | i | i | t | F4 · t | A51 |

|                         |    |   |   |   |        |     |
| \| \| \| \| \| \| \| \| |    |   |   |   |        |     |
|                         |    |   |   |   |        |     |
| ra                      | mr | i | i | t | F4 · t | A51 |

| ra | mr | i | i | t | F4 · t | A51 |

|                         |    |   |   |   |        |     |
| \| \| \| \| \| \| \| \| |    |   |   |   |        |     |
|                         |    |   |   |   |        |     |
| ra                      | mr | i | i | t | F4 · t | A51 |

| ra | mr | i | i | t | F4 · t | A51 |

Otra posibilidad, quizás la que actualmente tiene más adeptos, es que la madre de la reina Meritra Hatshepsut era una poderosa mujer de la corte de entonces, de nombre Huy, y que ostentaba los títulos de "Favorita del Faraón", "Superiora del harén en los templos de Amón y de Ra", "Divina Adoratriz de Amón y de Atum" y, sobre todo, "Madre de la Gran Esposa Real". Por ello, es probable que esta mujer portase el nombre de Hatshepsut sólo para halagar a la reina mientras vivía, y cuando Thutmose III comenzó la persecución de su memoria renunció a dicho nombre.
Meritra Hatshepsut era la segunda gran esposa real del faraón (antes que con ella se casó con Sitah, y quizás también con la hija de Hatshepsut, Neferura), y tuvo la suerte de dar a luz a su sucesor, el futuro Amenhotep II, aparte de otros príncipes más entre los que destacamos a Meritamón. Parece ser que Thutmose III le retiró, como al resto de sus mujeres, todo su peso religioso y político, e incluso le negó el título de "Esposa del dios".
Sería sólo a la muerte de su marido, cuando su hijo alcanzó el trono, se reconoció el papel de la reina. Amenhotep II le regaló los valiosos títulos de "Esposa del dios", "Mano del dios" y "Madre del Rey", aparte de esculpir numerosas esfinges con su efigie (es la segunda mujer, tras Hatshepsut, que tuvo ese honor). La gran esposa real Meritra Hatshepsut parece ser que fue enterrada con su amado hijo, y su momia es una de las que aún están por identificar.